# Nyikolaj Ivanovics Lobacsevszkij

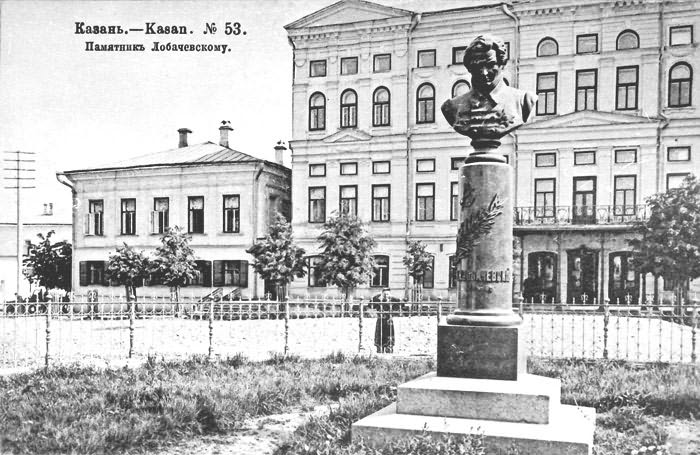
Emlékműve Kazanyban (1896)

Nyikolaj Ivanovics Lobacsevszkij (oroszul: Никола́й Ива́нович Лобаче́вский; Nyizsnyij Novgorod, 1792. december 1. – Kazany, 1856. február 24.) kiemelkedő orosz matematikus, a nemeuklideszi geometria egyik megteremtője Bolyai Jánossal egyidőben, de tőle függetlenül.

## Élete
Különböző források ellentmondó adatokat közölnek születési idejéről:
V. F. Kagan a forrás megnevezése nélkül közli az ortodox naptár szerinti 1793. október 22. (nov. 3.) adatot (amit A Pallas nagy lexikona is átvesz), valamint a Nyizsnyij Novgorod-i Alekszejevszkaja-templom anyakönyvének bejegyzését, amely szerint 1792. november 20-án született (vagy keresztelték). Ezt a dátumot egyes források a Gergely-naptár szerinti december 1-jére, mások december 2-ára teszik.
1800-ban megözvegyült anyjával és két fivérével Nyizsnyij Novgorodból Kazanyba költözött és ott kezdte gimnáziumi tanulmányait 1802-ben. Tehetségét felismervén 1807-ben áttették az egyetem matematika–fizika szakos hallgatói közé, majd 1811-ben megkapta a magiszter címet, s az egyetemen maradt. 1814-ben kinevezték oktatónak, majd 1827-ben az egyetem rektora lett, végül 1846-tól a kazanyi tankerület helyettes felügyelőjeként dolgozott. 1832-ben feleségül vette Varvara Alekszejevna Moiszejevát. Házasságukból hét gyermek született. 1855-ben egészségi állapotának megromlása miatt nyugdíjazták, és 1856. február 12-én (február 24-én) Kazanyban meghalt.

## Munkássága
A magiszteri kinevezéssel járó oktatói feladata változatos volt: előadott matematikát, fizikát, csillagászatot, s hosszú ideig gondozta az egyetem könyvtárát. Nyomdakész kéziratban volt 1819-ben egy tankönyvnek szánt munkája A geometria alapjai címmel, ami a biográfusok véleménye szerint az 1823-ban benyújtott Geometria című tankönyv korábbi változata. Az államköltségen való kiadásra való alkalmasságát elbíráló Nyikolaj Fussz akadémikus lesújtó-kicsinyes elutasítása megakadályozta a könyv megjelenését. Lobacsevszkij a bírálatra nem válaszolt, s a kéziratot sem vette vissza. A sokáig eltűntnek vélt munkára 1898-ban bukkantak rá, s csak további késlekedés után, 1909-ben adta ki a Kazanyi Fizikai-Matematikai Társulat.

## A párhuzamossági vizsgálatok
Már 1815-ben foglalkozott a párhuzamosokkal és az 1815-17-es egyetemi előadási jegyzeteiben találkozunk az 5. posztulátum bizonyításának kísérletével és néhány Legendre-éhez hasonló próbálkozással. De csak 1823 után fogalmazta meg a képzelt geometria koncepcióját. Erre lehet következtetni a készülő elemi geometriai tankönyvének kéziratából is, ahol leírja, hogy "..azért nem ismerjük az 5. posztulátum bizonyítását, mert azt nem is lehet bizonyítani."
A nemeuklideszi geometria alapjait az egyetem fizika-matematika karának 1826. február 12-i tudományos ülésén fejtette ki először. Ebben az előadásában, melynek kézirata nem maradt fenn, ismertette egy olyan, az euklideszinél általánosabb geometria alapjait, amelyben egy egyeneshez egy külső ponton keresztül két párhuzamos húzható és amelyben a háromszögek szögeinek összege kisebb két derékszögnél.
Később publikált egy értekezést a Kazanyi Egyetemi Hírnök (Вестник Казанского университета) 1829-30. évfolyamában A geometria alapjainak rövid összefoglalása címmel, mely az imént említett felolvasás rövid összefoglalását, valamint az új elméletnek az analízis területén való további alkalmazásait tartalmazza.

## Publikációk
Ezt követően folyamatosan jelentek meg munkái, többségükben Kazanyban, az Egyetemi Tudományos Közlemények (Ученые Записки Университета) megfelelő évfolyamaiban:
- A képzelt geometria (1835)
- A geometria új alapjai, a párhuzamosok teljes elméletével (1835–38)
- A képzelt geometria alkalmazása néhány integrál kiszámítására (1836)
- Géométrie imaginaire (1837, francia átdolgozásban a Crelle-féle Journal-ban jelent meg)
- Geometrische Untersuchungen zur Theorie der Parallellinien (Geometriai vizsgálatok a párhuzamosok elméletének köréből, 1840, Fincke Kiadó, Berlin[5])
- Pángeometria (1855, már vakon diktálta le)

## A hiperbolikus geometria
A Lobacsevszkij által képzelt geometriának nevezett felépítés lényege, hogy az euklideszi párhuzamossági axiómával ellentétes feltételből épp oly ellentmondásmentes geometria építhető, mint az euklideszi. Lobacsevszkij elméletét ugyanolyan értetlenül fogadta a tudományos világ, mint Bolyai Jánosét. Csak amikor az 1840-ben kiadott könyv Gauss kezébe került, csak akkor talált olyan olvasóra, aki megértette a lényegét. Ehhez tudnunk kell, hogy Gauss 1807 előtt megpróbálta megoldani a párhuzamosok problémáját, és ebben az időszakban az erőfeszítései nem hoztak más eredményt, mint azt a reményt, hogy a kutatást akadályozó nehézségeket majd le fogja gyűrni. Ezekről a vizsgálatokról első kézből értesült az a Johann Christian Martin Bartels (1769–1836) professzor, akinek a keze alatt Lobacsevszkij a tanulmányait folytatta. Bartels közvetlenül azelőtt, mielőtt katedrát kapott Kazanyban (1807), két évet töltött el Gaussal Brunswickban és kinevezése után is levelezett vele. Ha csak futólag is említette a témát Lobacsevszkijnek, akkor az bizonyára hatással volt kutatásaira. Gauss nézeteinek alakulását ismerve feltehetjük, hogy Bartels nem értesült a kutatásainak további alakulásáról, s valószínű, hogy Lobacsevszkij a geometriai rendszerét Gausstól függetlenül dolgozta ki. Megemlíthetünk további hatásokat: például Giovanni Girolamo Saccheri és Johann Heinrich Lambert munkáit, amelyeket az orosz geométer közvetlenül, vagy 'Krüger és Jean-Étienne Montucla munkáinak közvetítésével ismerhetett. Nincs azonban a pontos indítékra vonatkozóan semmi konkrét adatunk. Mindenesetre az elődök kudarcai, a saját hasztalan próbálkozásai (1815–17) nyomán Lobacsevszkij is arra a következtetésre jutott, hogy a megoldást akadályozó nehézségek egészen más természetűek, mint eddig gondolták.
Ezzel ellentétes Venyiamin Fjodorovics Kagan véleménye: "A nemeuklideszi geometriának az ő idejében már nem csekély múltja volt, csakhogy Lobacsevszkij erről nem tudott. Saccheri, Lambert, Schweikart, Taurinus munkáit, azt lehet mondani, senki sem ismerte; … Volt azonban egy geométer, … akinek kutatásait nagy figyelemmel kísérték. Ez Legendre volt. … a Geometriai vizsgálatok … is Legendre nevének említésével kezdődik.".
Lobacsevszkij és Bolyai munkája nem kapta meg azt a fontosságához mérhető fogadtatást, melyet megérdemelt volna. A nemeuklideszi geometria elfogadása több okból is váratott magára. Lobacsevszkij oroszul megjelent munkáinak olvasása nem volt könnyű, a két kutató neve ismeretlen volt a világ tudományos köreiben és a kantiánus filozófia térelmélete a kortársak gondolkodásában dominált. Lobacsevszkij német és francia munkái segítettek az új elmélet elterjedésében; emellett sok tudós állandó és fáradhatatlan munkájával járult hozzá a nemeuklideszi geometria elterjesztéséhez. Különösen a következő matematikusok hatása erős: Németországban Christian Ludwig Gerling (1788–1864), Richard Heinrich Baltzer (1818–1887) és F. Schmidt (1827–1901); Francia-, ill. Olaszországban pedig Jules Hoüel (1823–1886), Giuseppe Battaglini (1826–1894), Eugenio Beltrami (1835–1900) és  Angelo Forti (1818-1900).